# 송 애공
송 애공(宋哀公, ? ~ 기원전 800년)은 중국 서주 시대의 인물로, 제10대 송공이다. 성은 자(子), 휘는 불명이다.
9대 송공 송 혜공의 아들로, 아버지가 죽은 후 그 뒤를 이었다.

## 가계
- 송 혜공
  - 송 애공
    - 송 대공